# Francesco Recupero
Francesco Recupero (Milazzo, 17 settembre 1914 – 6 luglio 1983) è stato un politico italiano.